# Ducat de Parcent
El ducat de Parcent és un títol nobiliari concedit el 25 març de 1914 pel rei Alfons XIII a favor de Fernando de la Cerda y Carvajal, novè comte de Parcent i desè comte de Contamina.
La creació del ducat de Parcent prové de l'elevació a ducat de l'antic comtat de Parcent, que havia estat atorgat el 1649 al noble milanès Constantino Cernesio e Odescalchi, cosí germà del papa Innocenci XI. La grandesa d'Espanya li fou annexada per Felip V el 1709 al seu besnebot i tercer comte, Josep Manuel Cernesio-Odescalchi i de Perellós, cavaller de Montesa, senyor de Benigembla, Mira-rosa, Almàssera, Beniferri, Setla, Vernissa i del castell de Pop. El 1779 passà, per mort de la seva filla i quarta comtessa, Josepa Cernesio i de Guzmán, als seus descendents i del seu marit Joaquín María de la Cerda y Téllez-Girón.
La seva denominació fa referència a la vila de Parcent (la Marina Alta, Alacant)

## Ducs de Parcent
|                         | Titular                                                | Període                 |
| Creació per Alfons XIII | Creació per Alfons XIII                                | Creació per Alfons XIII |
| ----------------------- | ------------------------------------------------------ | ----------------------- |
| I                       | Fernando de la Cerda y Carvajal                        | 1914-1937               |
| II                      | Casimiro Florencio Granzow de la Cerda Jaeger y Cortés | 1937-1969               |
| III                     | Fernando Granzow de la Cerda y Chaguaceda              | 1969-2014               |
| IV                      | Juan Granzow de la Cerda y Roca de Togores             | 2014-actual titular     |